# UFC Fight Night: Blaydes vs. dos Santos
UFC Fight Night: Blaydes vs. dos Santos (também conhecido como UFC Fight Night 166 e UFC on ESPN+ 24) foi um evento de MMA produzido pelo Ultimate Fighting Championship no dia 25 de janeiro de 2020, na PNC Arena, em Raleigh, Carolina do Norte.

## Background
O evento foi o primeiro da organização em Raleigh e o primeiro na Carolina do Norte desde o UFC on Fox: Jacaré vs. Brunson 2 em janeiro de 2018.
O duelo nos pesados entre Curtis Blaydes e o ex-campeão dos pesados Junior dos Santos serviu de luta principal da noite.
O duelo nos galos entre o ex-campeão dos leves Frankie Edgar e Cory Sandhagen era esperado para o evento. Entretanto, Edgar foi removido do card para enfrentar Chan Sung Jung no UFC Fight Night: Edgar vs. The Korean Zombie após o adversário original de Jung, Brian Ortega, ter lesionado o joelho. Por sua vez, Sandhagen foi removido deste card.
O duelo nos médios entre Bevon Lewis e Alen Amedovski estava agendado para este evento. Porém, Amedovski saiu do card devido a uma lesão e para seu lugar foi chamado Dequan Townsend.
A luta nos palhas feminino entre Hannah Cifers e Brianna Van Buren era esperada para o evento. No entanto, Van Buren foi removida do card por razões desconhecidas e foi substituída pela ex-campeã peso palha do Invicta FC Angela Hill.
Os lutadores dos penas Josh Emmett e Nad Narimani saíram de seus combates contra Arnold Allen e Nik Lentz respectivamente, devido a lesões. Como resultado, Allen e Lentz se enfrentaram no evento.

## Bônus da Noite
Os lutadores receberam $50.000 de bônus:
- Luta da Noite:  Brett Johns vs.  Tony Gravely
- Performance da Noite:  Alex Perez e  Herbert Burns